# Contea di Brown (Ohio)
La contea di Brown ( in inglese Brown County ) è una contea dello Stato dell'Ohio, negli Stati Uniti. La popolazione al censimento del 2000 era di 42 285 abitanti. Il capoluogo di contea è Georgetown.